# Хрватска на Летњим олимпијским играма 2012.
Хрватска је шести пут самостално учествовала на Летњим олимпијским играма одржаним од 27. јула до 12. августа 2012. године у Лондону, Уједињено Краљевство.
Представници Хрватске су учествовали у такмичеље 17 спортова, од којих су дебитовали у џуду и мачевању. За игре је било пријављено 110 такмичара, од који су: атлетичарка Бланка Влашић и тенисери Петра Мартић и Иво Карловић пред саме игре одустали због повреда. Укупно је учествовало 107 такмичара (64 мушкарца и 43 жене.
Најстарији учесник у делегацији Хрватске био је стонотенисер Зоран Приморац са 43 године и 80 дана , коме су ово биле 7 олимпијске игре (1. Југославија и 6 Хрватска), а најмлађи атлетичар Иван Хорват 19 година и 10 дана.
Заставу Хрватске на свечаном отварању Олимпијских игара 2008. носио је рукометаш Венио Лосерт, а на затварању игара веслач сребрног четверца Дамир Мартин.
Спортисти Хрватске су на овим играма освојили највише медаља од када се такмиче на Летњим и Зимским олимпијским играма укупно 6 од који сз 3 златне, 1 сребрна и две бронзане и пласирали се на 25 место на коначној листи успеха на Играма.

## Учесници по спортовима
| Спорт        | Мушкарци | Жене | Укупно |
| ------------ | -------- | ---- | ------ |
| Атлетика     | 5        | 4    | 9      |
| Бициклизам   | 2        | 0    | 2      |
| Веслање      | 5        | 0    | 5      |
| Ватерполо    | 13       | 0    | 13     |
| Гимнастика   | 1        | 1    | 2      |
| Једрење      | 9        | 3    | 12     |
| Кајак и кану | 1        | 0    | 1      |
| Кошарка      | 0        | 12   | 12     |
| Мачевање     | 1        | 0    | 1      |
| Пливање      | 1        | 3    | 4      |
| Рвање        | 2        | 0    | 2      |
| Рукомет      | 15       | 14   | 29     |
| Стони тенис  | 2        | 2    | 4      |
| Стрељаштво   | 4        | 1    | 5      |
| Теквондо     | 0        | 2    | 2      |
| Тенис        | 2        | 0    | 2      |
| Џудо         | 1        | 1    | 2      |
| Укупно(17)   | 64       | 43   | 107    |

| Спорт    | Дисциплина   | Муш. /Жене | Резултат | Спортиста       |
| -------- | ------------ | ---------- | -------- | --------------- |
| Атлетика | бацање диска | Ж          | 69,11    | Сандра Перковић |

| Спорт      | Дисциплина | Муш. /Жене | Резултат           | Спортиста         |
| ---------- | ---------- | ---------- | ------------------ | ----------------- |
| Стрељаштво | трап       | М          | 152 (=146 =ОР + 6) | Ђовани Черногорац |

## Освајачи медаља

### Злато
- Сандра Перковић — атлетика, бацање диска
- Ђовани Черногорац — стрељаштво, трап
- Самир Барач, Маро Јоковић, Михо Бошковић, Петара Муслим
 Иван Буљубашић, Пауло Обрадовић, Дамир Бурић, Јосип Павић
 Андро Бушље, Сандро Сукно, Никша Дабуд, Фрањо Вићан
Игор Хинић — ватерполо

### Сребро
- Давид Шајин, Мартин Синковић
 Дамир Мартин, Валент Синковић — веслање, четверац скул

### Бронза
- Луција Заниновић — теквондо, до 49 кг
- Мирко Алиловић, Марко Копљар, Ивано Балић, Блаженко Лацковић
 Дамир Ничанић, Венио Лосерт, Иван Чупић, Мануел Штрлек
 Домагој Дувњак, Игор Вори, Јаков Гојун, Драго Вуковић, Златко Хорват — рукомет

## Резултати по спортовима

### Атлетика

#### Мушкарци
| Атлетичар         | Дисциплина     | Лични рекорд | Група    | Група       | Полуфинале           | Полуфинале   | Финале               | Финале       | Детаљи |
| Атлетичар         | Дисциплина     | Лични рекорд | Резултат | Место       | Резултат             | Место        | Резултат             | Место        | Детаљи |
| ----------------- | -------------- | ------------ | -------- | ----------- | -------------------- | ------------ | -------------------- | ------------ | ------ |
| Иван Хорват       | скок мотком    | 5,60 НР      | 5,35     | 11. у гр. А |                      |              | Није се квалификовао | 20 / 24 (32) |        |
| Неџад Мулабеговић | бацање кугле   | 20,66        | 19,86    | 9. у гр. Б  | Није се квалификовао | 18 / 37 (40) |                      |              |        |
| Мартин Марић      | бацање диска   | 66,3         | 62,87    | 10. у гр. Б | Није се квалификовао | 17 / 41      |                      |              |        |
| Роланд Варга      | бацање диска   | 67,38 НР     | 58,17    | 17. у гр. А | Није се квалификовао | 36 / 41      |                      |              |        |
| Андраш Хаклић     | бацање кладива | 80,41 НР     | 70,61    | 16. у гр. А | Није се квалификовао | 30 / 38 (41) |                      |              |        |

#### Жене
| Атлетичарка     | Дисциплина    | Лични рекорд | Група    | Група         | Полуфинале            | Полуфинале            | Финале                | Финале         | Детаљи |
| Атлетичарка     | Дисциплина    | Лични рекорд | Резултат | Место         | Резултат              | Место                 | Резултат              | Место          | Детаљи |
| --------------- | ------------- | ------------ | -------- | ------------- | --------------------- | --------------------- | --------------------- | -------------- | ------ |
| Николина Хорват | 400 м препоне | 56,28 НР     | 58,49    | 8. у гр. 4    | Није се квалификовала | Није се квалификовала | Није се квалификовала | 36 / 40 (43)   |        |
| Лиса Стублић    | маратон       |              |          |               |                       |                       | 2:34:03 ЛР            | 52 / 107 (118) |        |
| Ана Шимић       | скок увис     | 1,92         | 1,80     | 15. у гр. Б   |                       |                       | Није се квалификовала | =29 / 34 (35)  |        |
| Сандра Перковић | бацање диска  | 66,3 НР      | 65,74    | 1. у гр. А КВ | 69,11 НР              |                       |                       |                |        |

### Бициклизам

#### Бициклизам на друму
Мушкарци
| Бициклиста        | Дисциплина   | Време   | Пласман        | Детаљи |
| ----------------- | ------------ | ------- | -------------- | ------ |
| Кристијан Ђурасек | Друмска трка | 5:46:37 | 68. /110 (144) |        |
| Радослав Рогина   | Друмска трка | 5:46:37 | 41. /110 (144) |        |

- Роберт Кишерловски је био пријављен за учешће у друмској трци, али је морао да се повуче после повреде у 14. етапи Тур де Франса[3] па је Кристијан Ђурасек учествовао место њега, а чије је учешће потврдио МОК.

### Ватерполо

#### Мушкарци
| \| # \| Поз. \| Име \| Датум рођ. \| Висина \| Тежина \| Клуб \| \| \| -- \| ------ \| --------------- \| ---------------------- \| ------ \| ------ \| ----------------------- \| \| \| 1 \| Голман \| Јосип Павић \| 15. јануар 1982. (30) \| 1,95 \| 90 \| ХАВК Младост \| \| \| 2 \| Бек \| Дамир Бурић \| 2. децембар 1980. (32) \| 2,05 \| 115 \| ВК Про Реко \| \| \| 3 \| Крило \| Михо Бошковић \| 11. јануар 1983. (29) \| 1,96 \| 96 \| ВК Вашаш \| \| \| 4 \| Центар \| Никша Добуд \| 5. август 1980 (31) \| 1,99 \| 118 \| ВК Југ \| \| \| 5 \| Крило \| Маро Јоковић \| 1. октобар 1987 (25) \| 2,03 \| 95 \| ВК Југ \| \| \| 6 \| Бек \| Иван Буљубашић \| 31. октобар 1987 (25) \| 1,98 \| 108 \| ВК Приморје Ерсте банка \| \| \| 7 \| Крило \| Петар Муслим \| 26. март 1986 (24) \| 2,00 \| 102 \| ВК Приморје Ерсте банка \| \| \| 8 \| Бек \| Андро Бушље \| 4. јануар 1986 (26) \| 2,00 \| 115 \| ВК Југ \| \| \| 9 \| Крило \| Сандро Сукно \| 30. јул 1990. (22) \| 2,00 \| 93 \| ВК Про Реко \| \| \| 10 \| Крило \| Самир Барач \| 29. јун 1985 (39) \| 1,89 \| 89 \| ВК Приморје Ерсте банка \| \| \| 11 \| Центар \| Игор Хинић \| 4. децембар 1975 (37) \| 2,02 \| 110 \| ХАВК Младост \| \| \| 12 \| Крило \| Пауло Обрадовић \| 9. март 1986 (26) \| 1,90 \| 100 \| ВК Југ \| \| \| 13 \| Голман \| Франо Вићан \| 24. јануар 1976. (36) \| 1,92 \| 94 \| ВК Југ \| \| | Тренер - Ратко Рудић Помоћни тренер Легенда - Клуб - клуб у којем је играо до почетка ОИ. |                 |                        |        |        |                         |  |
| # | Поз.                                                                                      | Име             | Датум рођ.             | Висина | Тежина | Клуб                    |  |
| 1 | Голман                                                                                    | Јосип Павић     | 15. јануар 1982. (30)  | 1,95   | 90     | ХАВК Младост            |  |
| 2 | Бек                                                                                       | Дамир Бурић     | 2. децембар 1980. (32) | 2,05   | 115    | ВК Про Реко             |  |
| 3 | Крило                                                                                     | Михо Бошковић   | 11. јануар 1983. (29)  | 1,96   | 96     | ВК Вашаш                |  |
| 4 | Центар                                                                                    | Никша Добуд     | 5. август 1980 (31)    | 1,99   | 118    | ВК Југ                  |  |
| 5 | Крило                                                                                     | Маро Јоковић    | 1. октобар 1987 (25)   | 2,03   | 95     | ВК Југ                  |  |
| 6 | Бек                                                                                       | Иван Буљубашић  | 31. октобар 1987 (25)  | 1,98   | 108    | ВК Приморје Ерсте банка |  |
| 7 | Крило                                                                                     | Петар Муслим    | 26. март 1986 (24)     | 2,00   | 102    | ВК Приморје Ерсте банка |  |
| 8 | Бек                                                                                       | Андро Бушље     | 4. јануар 1986 (26)    | 2,00   | 115    | ВК Југ                  |  |
| 9 | Крило                                                                                     | Сандро Сукно    | 30. јул 1990. (22)     | 2,00   | 93     | ВК Про Реко             |  |
| 10 | Крило                                                                                     | Самир Барач     | 29. јун 1985 (39)      | 1,89   | 89     | ВК Приморје Ерсте банка |  |
| 11 | Центар                                                                                    | Игор Хинић      | 4. децембар 1975 (37)  | 2,02   | 110    | ХАВК Младост            |  |
| 12 | Крило                                                                                     | Пауло Обрадовић | 9. март 1986 (26)      | 1,90   | 100    | ВК Југ                  |  |
| 13 | Голман                                                                                    | Франо Вићан     | 24. јануар 1976. (36)  | 1,92   | 94     | ВК Југ                  |  |

Група А
| 29. јун 2012. 10:00 | Извештај | Грчка                                        | 6 : 8   | Хрватска                 | Ватерполо арена Судије: Адријан Александреску (РУМ), György Juhász (МАЂ) |
| 29. јун 2012. 10:00 | Извештај | Резултати по четвртинама: 2:1, 1:2, 2:2, 1:3 |         |                          | Ватерполо арена Судије: Адријан Александреску (РУМ), György Juhász (МАЂ) |
| 29. јун 2012. 10:00 | Извештај | Фунтулис, Мурикис 2                          | Стрелци | Сукно, Бошковић, Добуд 2 | Ватерполо арена Судије: Адријан Александреску (РУМ), György Juhász (МАЂ) |

| 31. јул 11:20 | Извештај | Хрватска                                     | 8 : 7   | Шпанија   | Ватерполо арена Судије: Борис Маргета (СЛО), Radoslaw Koryzna (ПОЉ) |
| 31. јул 11:20 | Извештај | Резултати по четвртинама: 2:1, 3:2, 2:4, 1:0 |         |           | Ватерполо арена Судије: Борис Маргета (СЛО), Radoslaw Koryzna (ПОЉ) |
| 31. јул 11:20 | Извештај | Добуд, Сукно 2                               | Стрелци | Еспањол 4 | Ватерполо арена Судије: Борис Маргета (СЛО), Radoslaw Koryzna (ПОЉ) |

| 2. август 14:10 | Извештај | Италија                                      | 6 : 11  | Хрватска          | Ватерполо арена Судије: Gyorgy Juhasz (МАЂ), Адријан Александреску (РУМ) |
| 2. август 14:10 | Извештај | Резултати по четвртинама: 3:4, 1:1, 1:3, 1:3 |         |                   | Ватерполо арена Судије: Gyorgy Juhasz (МАЂ), Адријан Александреску (РУМ) |
| 2. август 14:10 | Извештај | Гало, Фиђоли 2                               | Стрелци | Сукно, Бошковић 3 | Ватерполо арена Судије: Gyorgy Juhasz (МАЂ), Адријан Александреску (РУМ) |

| 4. август 15:30 | Извештај | Хрватска                                     | 11 : 6  | Аустралија | Ватерполо арена Судије: Улрих Шпигел (НЕМ), Gyorgy Juhasz (МАЂ) |
| 4. август 15:30 | Извештај | Резултати по четвртинама: 2:1, 3:1, 3:2, 3:2 |         |            | Ватерполо арена Судије: Улрих Шпигел (НЕМ), Gyorgy Juhasz (МАЂ) |
| 4. август 15:30 | Извештај | Јоковић 3                                    | Стрелци | Валан 3    | Ватерполо арена Судије: Улрих Шпигел (НЕМ), Gyorgy Juhasz (МАЂ) |

| Репрезентација | ОУ | П | Н | И | ДГ | ПГ | РГ  | Бод |
| -------------- | -- | - | - | - | -- | -- | --- | --- |
| Хрватска       | 5  | 5 | 0 | 0 | 50 | 29 | +21 | 10  |
| Италија        | 5  | 3 | 1 | 1 | 40 | 36 | +4  | 7   |
| Шпанија        | 5  | 3 | 0 | 2 | 52 | 42 | +10 | 6   |
| Аустралија     | 5  | 2 | 0 | 3 | 40 | 44 | -4  | 4   |
| Грчка          | 5  | 1 | 1 | 3 | 41 | 43 | -2  | 3   |
| Казахстан      | 5  | 0 | 0 | 5 | 24 | 53 | -29 | 0   |

#### Четврфинале
| 8. август 2012. 20:00 | Извештај | Хрватска                                     | 8 : 2   | Сједињене Државе | Ватерполо арена |
| 8. август 2012. 20:00 | Извештај | Резултати по четвртинама: 2–0, 3–0, 2–2, 1–0 |         |                  | Ватерполо арена |
| 8. август 2012. 20:00 | Извештај | Бошковић, Обрадовић 2                        | Стрелци | Бејли, Варељас 1 | Ватерполо арена |

#### Полуфинале
| 10. август 2012. 15:40 | Извештај | Хрватска                                     | 7 : 5   | Црна Гора          | Ватерполо арена Судије: Данијел Флаив (АУС), Георгиос Ставридис (ГРЧ) |
| 10. август 2012. 15:40 | Извештај | Резултати по четвртинама: 3:1, 2:0, 2:2, 0:2 |         |                    | Ватерполо арена Судије: Данијел Флаив (АУС), Георгиос Ставридис (ГРЧ) |
| 10. август 2012. 15:40 | Извештај | Сукно 2                                      | Стрелци | Ивовић, Гојковић 2 | Ватерполо арена Судије: Данијел Флаив (АУС), Георгиос Ставридис (ГРЧ) |

#### Финале
| 12. август 2012. 15:50 | Извештај | Хрватска                                     | 8 : 6   | Италија  | Ватерполо арена Судије: Серхи Санчез (ШПА), Gyorgy Juhasz (МАЂ) |
| 12. август 2012. 15:50 | Извештај | Резултати по четвртинама: 1:2, 2:0, 2:1, 3:3 |         |          | Ватерполо арена Судије: Серхи Санчез (ШПА), Gyorgy Juhasz (МАЂ) |
| 12. август 2012. 15:50 | Извештај | Јоковић 3                                    | Стрелци | Фелуго 3 | Ватерполо арена Судије: Серхи Санчез (ШПА), Gyorgy Juhasz (МАЂ) |

Репрезентација Хрватске освојила је први пут злстни олимпијску медаљу 

### Веслање

#### Мушкарци
| Веслач(и)                                                | Дисциплина    | Група   | Група                 | Репасаж  | Репасаж  | Четвртфинале | Четвртфинале           | Полуфинале | Полуфинале               | Финале  | Финале    | Белешка |
| Веслач(и)                                                | Дисциплина    | Време   | Пласман               | Време    | Пласман  | Време        | Пласман                | Време      | Пласман                  | Време   | Пласман   | Белешка |
| -------------------------------------------------------- | ------------- | ------- | --------------------- | -------- | -------- | ------------ | ---------------------- | ---------- | ------------------------ | ------- | --------- | ------- |
| Марио Векић                                              | скиф          | 7:02,63 | 2 у гр. 6 КВ у чф     | слободан | слободан | 7:05,78      | 4 у чф. 1 КВ у пф Ц/Д1 | 7:33,1     | 1 у пф. Ц/Д 1 КВ у фин Ц | 7:27,60 | 3 у фин Ц | 15/33   |
| Дамир Мартин Давид Шајин Мартин Синковић Валент Синковић | Четверац скул | 5:39,08 | 1. у гр. 2 КВ пф. А/Б | слободни | слободни | слободни     | слободни               | 6:03,39    | 1 у у пф. А/Б КВ ф. А    | 5:44,78 |           |         |

### Гимнастика
Мушкарци
| Гимнастичар | Дисциплина        | Квалификације | Квалификације | Квалификације | Квалификације | Квалификације | Квалификације | Квалификације | Квалификације | Финале           | Финале           | Финале           | Финале           | Финале           | Финале           | Финале           | Финале  | Детаљи |
| Гимнастичар | Дисциплина        | Појединачно   | Појединачно   | Појединачно   | Појединачно   | Појединачно   | Појединачно   | Укупно        | Пласман       | Појединачно      | Појединачно      | Појединачно      | Појединачно      | Појединачно      | Појединачно      | Укупно           | Пласман | Детаљи |
| ПА          | Ко                | Кр            | Пр            | Ра            | Вр            | ПА            | Ко            | Укупно        | Пласман       | Кр               | Пр               | Ра               | Вр               |                  |                  | Укупно           | Пласман |        |
| ----------- | ----------------- | ------------- | ------------- | ------------- | ------------- | ------------- | ------------- | ------------- | ------------- | ---------------- | ---------------- | ---------------- | ---------------- | ---------------- | ---------------- | ---------------- | ------- | ------ |
| Филип Уде   | коњ са хватаљкама |               | 13.933        |               |               |               |               | 13.933        | 32            | Није се пласирао | Није се пласирао | Није се пласирао | Није се пласирао | Није се пласирао | Није се пласирао | Није се пласирао | 32 / 69 |        |

Жене
| Гимнастичарка | Дисциплина | Квалификације | Квалификације | Квалификације | Квалификације | Квалификације | Квалификације | Финале            | Финале            | Финале            | Финале            | Финале            | Финале  | Детаљи |
| Гимнастичарка | Дисциплина | Појединачно   | Појединачно   | Појединачно   | Појединачно   | Укупно        | Пласман       | Појединачно       | Појединачно       | Појединачно       | Појединачно       | Укупно            | Пласман | Детаљи |
| Гимнастичарка | Дисциплина | ПА            | Пр            | Др            | Гр            | Укупно        | Пласман       | ПА                | Пр                | Др                | Гр                | Укупно            | Пласман |        |
| ------------- | ---------- | ------------- | ------------- | ------------- | ------------- | ------------- | ------------- | ----------------- | ----------------- | ----------------- | ----------------- | ----------------- | ------- | ------ |
| Тина Ерцег    | вишебој    | 13.466 (28)   | 13.500 (45)   | 12.833 (42)   | 12.266 (41)   | 52.065        | 40            | Није се пласирала | Није се пласирала | Није се пласирала | Није се пласирала | Није се пласирала | 40/60   |        |

### Једрење
Мушкарци
| Једриличар                       | Дисциплина | Трке | Трке | Трке | Трке | Трке | Трке | Трке | Трке | Трке | Трке | Трке              | Трке              | Трке              | Трке              | Трке              | Трке | Укупно бод | Пласман | Детаљи |
| Једриличар                       | Дисциплина | 1    | 2    | 3    | 4    | 5    | 6    | 7    | 8    | 9    | 10   | 11                | 12                | 13                | 14                | 15                | Ф*   | Укупно бод | Пласман | Детаљи |
| -------------------------------- | ---------- | ---- | ---- | ---- | ---- | ---- | ---- | ---- | ---- | ---- | ---- | ----------------- | ----------------- | ----------------- | ----------------- | ----------------- | ---- | ---------- | ------- | ------ |
| Лука Мратовић                    | даска      | 24   | 19   | 26   | 20   | 22   | 11   | 14   | 16   | 18   | 36   | није се пласирао  | није се пласирао  | није се пласирао  | није се пласирао  | није се пласирао  | ел.  | 170        | 21/38   |        |
| Тончи Стипанивић                 | ласер      | 5    | 6    | 20   | 4    | 3    | 1    | 8    | 13   | 6    | 15   | није се пласирао  | није се пласирао  | није се пласирао  | није се пласирао  | није се пласирао  | 16   | 77         | 4 /49   |        |
| Иван Кљаковић Гашпић             | фин        | 3    | 3    | 7    | 9    | 5    | 6    | 3    | 7    | 4    | 10   | није се пласирао  | није се пласирао  | није се пласирао  | није се пласирао  | није се пласирао  | 8    | 55         | 5 / 24  |        |
| Шиме Фантела Игор Маренић        | 470        | DSQ  | 13   | 9    | 10   | 8    | 5    | 15   | 1    | 2    | 22   | нису се пласирали | нису се пласирали | нису се пласирали | нису се пласирали | нису се пласирали | 2    | 87         | 6 /27   |        |
| Петар Цупаћ Павле Костов         | 49.        | 13   | 17   | 8    | 15   | 13   | 14   | 17   | 4    | 19   | 15   | 17                | 3                 | 14                | 12                | 19                | ел.  | 181        | 17 /20  |        |
| Дан Ловровић Марин Ловровић, јр. | стар       | 8    | 12   | 16   | 15   | 14   | 13   | 14   | 15   | 12   | 15   | нису се пласирали | нису се пласирали | нису се пласирали | нису се пласирали | нису се пласирали | ел.  | 116        | 16 / 16 |        |

Жене
| Једриличарка                | Дисциплина    | Трке | Трке | Трке | Трке | Трке | Трке | Трке | Трке | Трке | Трке | Трке | Укупно бод | Пласман | Детаљи |
| Једриличарка                | Дисциплина    | 1    | 2    | 3    | 4    | 5    | 6    | 7    | 8    | 9    | 10   | Ф*   | Укупно бод | Пласман | Детаљи |
| --------------------------- | ------------- | ---- | ---- | ---- | ---- | ---- | ---- | ---- | ---- | ---- | ---- | ---- | ---------- | ------- | ------ |
| Тина Михелић                | ласер радијал | 14   | 12   | 22   | 25   | 17   | 25   | 14   | 13   | 14   | 17   | ел.  | 148        | 17 /41  |        |
| Енија Нинчевић Романа Жупан | 470           | 4    | 16   | 13   | 11   | 20   | 11   | 8    | 20   | 19   | 14   | ел.  | 115        | 17 /20  |        |

### Кајак и кану

#### Слалом
Мушкарци
| Кајакаш     | Дисциплина | Квалификације | Квалификације | Квалификације | Квалификације | Квалификације | Квалификације | Квалификације | Полуфинале       | Полуфинале       | Полуфинале       | Финале           | Финале           | Финале           | Белешка |
| Кајакаш     | Дисциплина | 1 вожња       | Пенали        | 2 вожња       | Пенали        | Бољи рез.     | Заостатак     | Место         | Време            | Пенали           | Место            | Време            | Пенали           | Место            | Белешка |
| ----------- | ---------- | ------------- | ------------- | ------------- | ------------- | ------------- | ------------- | ------------- | ---------------- | ---------------- | ---------------- | ---------------- | ---------------- | ---------------- | ------- |
| Динко Мулић | К-1        | 293,58        | 202           | 143,28        | 52            | 143,28        | +59,79        | 22/22         | Није се пласирао | Није се пласирао | Није се пласирао | Није се пласирао | Није се пласирао | Није се пласирао |         |

### Кошарка

#### Жене
| \| # \| Поз. \| Име \| Датум рођ. \| Висина \| Клуб \| \| \| -- \| ------------- \| ---------------- \| ------------------------ \| ------ \| ----------------------------- \| \| \| 4 \| Плејмејкер \| Сандра Мадир \| 4. август 1977. (34) \| 177 \| ЖКК Нови Загреб \| \| \| 5 \| Плејмејкер \| Анђа Јелавић \| 21. септембар 1980. (31) \| 172 \| ЖКК Кајсери Каски \| \| \| 6 \| Крило \| Антонија Мишура \| 19. мај 1988. (24) \| 179 \| ЖКК Џоли Шибеник \| \| \| 7 \| Крило \| Лиса Ен Карчић \| 11. новембар 1986 (25) \| 185 \| ЖКК Каха Рурал Тинтос де Торо \| \| \| 8 \| Плејмејкер \| Емануела Салопек \| 18. април 1987 (25) \| 188 \| ЖКК Медвешчак \| \| \| 9 \| Центар \| Марија Врсаљко \| 8. август 1989 (22) \| 198 \| ЖКК Авенида \| \| \| 10 \| Плејмејкер \| Ива Циглар \| 12. децембар 1985 (26) \| 167 \| ЖКК Перпињан \| \| \| 11 \| Крилни центар \| Ана Лелас \| 2. април 1983 (28) \| 183 \| ЖКК Лате \| \| \| 12 \| Крило \| Ива Слишковић \| 4. септембар 1984. (27) \| 190 \| ЖКК Кингтрејд \| \| \| 13 \| Крило \| Мирна Мазић \| 24. децембар 1985 (26) \| 188 \| ЖКК Нови Загреб \| \| \| 14 \| Центар \| Луца Иванковић \| 26. септембар 1987 (24) \| 198 \| ЖКК Jolly JBS \| \| \| 15 \| Крилни центар \| Јелена Ивезић \| 17. март 1984 (28) \| 185 \| ЖККЏејхан Беледијеспо \| \| | Тренер - Стипе Бралић Помоћни тренер - Дејан Коронсовац Легенда - Клуб - клуб у којем је играла до почетка ОИ. |                  |                          |        |                               |  |
| # | Поз. | Име              | Датум рођ.               | Висина | Клуб                          |  |
| 4 | Плејмејкер | Сандра Мадир     | 4. август 1977. (34)     | 177    | ЖКК Нови Загреб               |  |
| 5 | Плејмејкер | Анђа Јелавић     | 21. септембар 1980. (31) | 172    | ЖКК Кајсери Каски             |  |
| 6 | Крило | Антонија Мишура  | 19. мај 1988. (24)       | 179    | ЖКК Џоли Шибеник              |  |
| 7 | Крило | Лиса Ен Карчић   | 11. новембар 1986 (25)   | 185    | ЖКК Каха Рурал Тинтос де Торо |  |
| 8 | Плејмејкер | Емануела Салопек | 18. април 1987 (25)      | 188    | ЖКК Медвешчак                 |  |
| 9 | Центар | Марија Врсаљко   | 8. август 1989 (22)      | 198    | ЖКК Авенида                   |  |
| 10 | Плејмејкер | Ива Циглар       | 12. децембар 1985 (26)   | 167    | ЖКК Перпињан                  |  |
| 11 | Крилни центар                                                                                                  | Ана Лелас        | 2. април 1983 (28)       | 183    | ЖКК Лате                      |  |
| 12 | Крило | Ива Слишковић    | 4. септембар 1984. (27)  | 190    | ЖКК Кингтрејд                 |  |
| 13 | Крило | Мирна Мазић      | 24. децембар 1985 (26)   | 188    | ЖКК Нови Загреб               |  |
| 14 | Центар | Луца Иванковић   | 26. септембар 1987 (24)  | 198    | ЖКК Jolly JBS                 |  |
| 15 | Крилни центар                                                                                                  | Јелена Ивезић    | 17. март 1984 (28)       | 185    | ЖККЏејхан Беледијеспо         |  |

#### Група А
| 28. јул 16:45 |                                                        | Сједињене Државе | 81 : 56                       | Хрватска | Кошаркашка арена, Лондон Судије: Хуан Артеага (ШПА), Виталис Годе (КЕН), Фернандо Санпјетро (АРГ) |  |
| 28. јул 16:45 | Четвртине: 11:4, 20:24, 22:19, 28:9                    |                  |                               |          | Кошаркашка арена, Лондон Судије: Хуан Артеага (ШПА), Виталис Годе (КЕН), Фернандо Санпјетро (АРГ) |  |
| 28. јул 16:45 | Поени: Чарлс 14 Скокови: Паркер 13 Асистенције: Бирд 5 |                  | Ивезић 22 Иванковић 7 Лелас 5 |          | Кошаркашка арена, Лондон Судије: Хуан Артеага (ШПА), Виталис Годе (КЕН), Фернандо Санпјетро (АРГ) |  |

| 30. јул 09:00 |                                                                  | Хрватска | 58 : 83                 | Кина | Кошаркашка арена, Лондон Судије: Мајкл Ајлен (АУС), Јелена Чернова (РУС), Фелисија Гринтер (САД) |  |
| 30. јул 09:00 | Четвртине: 21:24, 10:15, 14:25, 13:19                            |          |                         |      | Кошаркашка арена, Лондон Судије: Мајкл Ајлен (АУС), Јелена Чернова (РУС), Фелисија Гринтер (САД) |  |
| 30. јул 09:00 | Поени: Мандир 22 Скокови: Ивезић 6 Асистенције: Јелавић, Лелас 4 |          | Нан 28 Нан 10 Лиђије 10 |      | Кошаркашка арена, Лондон Судије: Мајкл Ајлен (АУС), Јелена Чернова (РУС), Фелисија Гринтер (САД) |  |

| 1. август 20:00 |                                                          | Хрватска | 70 : 89                          | Чешка | Кошаркашка арена, Лондон Судије: Кристијано Марањо (БРА), Гверино Керебуч (ИТА), Карол Делон (ФРА) |  |
| 1. август 20:00 | Четвртине: 19:22, 20:23, 21:12, 10:32                    |          |                                  |       | Кошаркашка арена, Лондон Судије: Кристијано Марањо (БРА), Гверино Керебуч (ИТА), Карол Делон (ФРА) |  |
| 1. август 20:00 | Поени: Мандир 20 Скокови: Мандир 6 Асистенције: Мандир 3 |          | Елхотова 20 Хоракова 10 Весела 7 |       | Кошаркашка арена, Лондон Судије: Кристијано Марањо (БРА), Гверино Керебуч (ИТА), Карол Делон (ФРА) |  |

| 3. август 09:00 |                                                                                        | Ангола | 56 : 75                       | Хрватска | Кошаркашка арена, Лондон Судије: Стивен Сајбел (КАН), Шоко Сугруро (ЈАП), Линг Пенг (КИН) |  |
| 3. август 09:00 | Четвртине: 18:24, 14:17, 11:18, 13:16                                                  |        |                               |          | Кошаркашка арена, Лондон Судије: Стивен Сајбел (КАН), Шоко Сугруро (ЈАП), Линг Пенг (КИН) |  |
| 3. август 09:00 | Поени: Томас 15 Скокови: Насекела Маурусијо, Томас 8 Асистенције: Насекела Маурусијо 4 |        | Лелас 23 Иванковић 7 Мандир 5 |          | Кошаркашка арена, Лондон Судије: Стивен Сајбел (КАН), Шоко Сугруро (ЈАП), Линг Пенг (КИН) |  |

| 5. август 20:00 |                                                               | Хрватска | 65 : 70                                     | Турска | Кошаркашка арена, Лондон Судије: Хорхе Васкез (ПОР), Маркос Бенито (БРА), Јелена Чернова (РУС) |  |
| 5. август 20:00 | Четвртине: 24:18, 7:15, 13:25, 21:12                          |          |                                             |        | Кошаркашка арена, Лондон Судије: Хорхе Васкез (ПОР), Маркос Бенито (БРА), Јелена Чернова (РУС) |  |
| 5. август 20:00 | Поени: Лелас 14 Скокови: Лелас, Мандир 6 Асистенције: Лелас 5 |          | Холингсворт 14 Јилмаз 9 Тунчлер, Вардарли 5 |        | Кошаркашка арена, Лондон Судије: Хорхе Васкез (ПОР), Маркос Бенито (БРА), Јелена Чернова (РУС) |  |

Табела
| Репрезентација   | Ут | Поб | Изг | К+  | К-  | КР   | Б  |
| ---------------- | -- | --- | --- | --- | --- | ---- | -- |
| Сједињене Државе | 5  | 5   | 0   | 462 | 279 | +183 | 10 |
| Турска           | 5  | 4   | 1   | 343 | 316 | +27  | 9  |
| Кина             | 5  | 3   | 2   | 346 | 363 | -17  | 8  |
| Чешка            | 5  | 2   | 3   | 346 | 332 | +14  | 7  |
| Хрватска         | 5  | 1   | 4   | 324 | 379 | -55  | 6  |
| Ангола           | 5  | 0   | 5   | 243 | 395 | -152 | 5  |

### Мачевање

#### Мушкарци
| Такмичар        | Дисциплина         | Коло 64                            | Коло 32              | Коло 16              | Четвртфинале         | Полуфинале           | 3 место Пласман 5-8  | Финале Пласман 5-8   | Детаљи |
| Такмичар        | Дисциплина         | Противник Резултат                 | Противник Резултат   | Противник Резултат   | Противник Резултат   | Противник Резултат   | Противник Резултат   | Противник Резултат   | Детаљи |
| --------------- | ------------------ | ---------------------------------- | -------------------- | -------------------- | -------------------- | -------------------- | -------------------- | -------------------- | ------ |
| Бојан Јовановић | Флорет појединачно | Данијел Гомез Мексико · Пор. 14:15 | Није се квалификовао | Није се квалификовао | Није се квалификовао | Није се квалификовао | Није се квалификовао | Није се квалификовао |        |

### Пливање

#### Мушкарци
| Пливач          | Дисциплина    | Група | Група      | Полуфинале       | Полуфинале       | Финале           | Финале  | Детаљи |
| Пливач          | Дисциплина    | Време | Пласман    | Време            | Пласман          | Време            | Пласман | Детаљи |
| --------------- | ------------- | ----- | ---------- | ---------------- | ---------------- | ---------------- | ------- | ------ |
| Марио Тодоровић | 50 м слободно | 22,75 | 4. у гр. 5 | Није се пласирао | Није се пласирао | Није се пласирао | 28 / 58 |        |

#### Жене
| Пливачица          | Дисциплина     | Група   | Група     | Полуфинале        | Полуфинале        | Финале            | Финале     | Детаљи |
| Пливачица          | Дисциплина     | Време   | Пласман   | Време             | Пласман           | Време             | Пласман    | Детаљи |
| ------------------ | -------------- | ------- | --------- | ----------------- | ----------------- | ----------------- | ---------- | ------ |
| Сања Јовановић     | 100 м леђно    | 1:03,38 | 5 у гр. 2 | Није се пласирала | Није се пласирала | Није се пласирала | 36/45      |        |
| Ким Даниела Павлин | 200 м леђно    | 2:15,67 | 6 у гр. 2 | Није се пласирала | Није се пласирала | Није се пласирала | 33/37      |        |
| Ким Даниела Павлин | 200 м мешовито | 2:17,17 | 7 у гр. 2 | Није се пласирала | Није се пласирала | Није се пласирала | 30/34      |        |
| Карла Шитић        | 10 км маратон  |         |           |                   |                   | 1:58:54,7         | 12/22 (25) |        |

### Рвање
Легенда:
- Т - победа/пораз тушем
- ТП - победа/пораз на техничке поене
- БТП - победа/пораз без техничких поена

Грчко-римски стил за мушкарце
| Рвач        | Категорија | Квалификације                      | 1. коло                                | Четвртфинале       | Полуфинале         | Репасаж 1          | Репасаж 2          | Финале             | Финале | Детаљи |
| Рвач        | Категорија | Противник Резултат                 | Противник Резултат                     | Противник Резултат | Противник Резултат | Противник Резултат | Противник Резултат | Противник Резултат | Плас.  | Детаљи |
| ----------- | ---------- | ---------------------------------- | -------------------------------------- | ------------------ | ------------------ | ------------------ | ------------------ | ------------------ | ------ | ------ |
| Невен Жугај | - до 74 кг | Ислам Толба · Египат · Поб 3–0 БТП | Е. Ахмадов · Азербејџан · Пор. 1–3 БТП | Није се пласирао   | Није се пласирао   | Није се пласирао   | Није се пласирао   | Није се пласирао   | =10.   |        |
| Ненад Жугај | - до 84 кг |                                    | Карам Габер · Египат · Пор. 3–1 ТП     | Није се пласирао   | Није се пласирао   | Није се пласирао   | Није се пласирао   | Није се пласирао   | =14.   |        |

### Рукомет

#### Мушкарци
| \| # \| Поз. \| Име \| Датум рођ. \| Висина \| Клуб \| \| \| -- \| ------------- \| ----------------- \| ----------------------- \| ------ \| -------------------- \| \| \| 1 \| Голман \| Венио Лосерт \| 25.јул 1976. (36) \| 1,91 \| РК Адемар Леон \| \| \| 4 \| Централни бек \| Ивано Балић \| 1. април 1979. (33) \| 1,91 \| РК Загреб \| \| \| 5 \| Централни бек \| Домагој Дувњак \| 1. јун 1988. (24) \| 1,97 \| РК ХСВ Хамбург \| \| \| 6 \| Лево крило \| Блаженко Лацковић \| 25. децембар 1980 (31) \| 1,96 \| РК ХСВ Хамбург \| \| \| 8 \| Десни бек \| Марко Копљар \| 12. фебруар 1986 (26) \| 2,10 \| РК Загреб \| \| \| 9 \| Пивот \| Игор Вори \| 20. септембар 1980 (31) \| 2,03 \| РК ХСВ Хамбург \| \| \| 10 \| Леви бек \| Јаков Гојун \| 18. април 1986 (26) \| 2,04 \| РК Загреб \| \| \| 13 \| Десно крило \| Златко Хорват \| 25. септембар 1984 (27) \| 1,80 \| РК Загреб \| \| \| 14 \| Централни бек \| Драго Вуковић \| 3. август 1983. (28) \| 1,94 \| РК ТуС Н-Либеке \| \| \| 20 \| Десни бек \| Дамир Бичанић \| 29. јун 1985 (27) \| 1,94 \| РК Шамбери Савоја \| \| \| 21 \| Десни бек \| Денис Бунтић \| 13. октобар 1982 (29) \| 1,99 \| РК Виве Тарги Кјелце \| \| \| 25 \| Голман \| Мирко Алиловић \| 15. септембар 1985 (26) \| 2,00 \| РК Веспрем \| \| \| 26 \| Лево крило \| Мануел Штрлек \| 1. децембар 1988 (23) \| 1,84 \| РК Загреб \| \| \| 27 \| Десно крило \| Иван Чупић \| 27. март 1986 (26) \| 1,79 \| РК Рајн Некар Левен \| \| \| 29 \| Лево крило \| Иван Нинчевић \| 27. октобар 1981 (30) \| 1,84 \| РК Фиксе Берлин \| \| | Тренер - Славко Голужа Помоћни тренер - Жељко Бабић Легенда - Клуб - клуб у којем је играо до почетка ОИ. |                   |                         |        |                      |  |
| # | Поз. | Име               | Датум рођ.              | Висина | Клуб                 |  |
| 1 | Голман | Венио Лосерт      | 25.јул 1976. (36)       | 1,91   | РК Адемар Леон       |  |
| 4 | Централни бек                                                                                             | Ивано Балић       | 1. април 1979. (33)     | 1,91   | РК Загреб            |  |
| 5 | Централни бек                                                                                             | Домагој Дувњак    | 1. јун 1988. (24)       | 1,97   | РК ХСВ Хамбург       |  |
| 6 | Лево крило                                                                                                | Блаженко Лацковић | 25. децембар 1980 (31)  | 1,96   | РК ХСВ Хамбург       |  |
| 8 | Десни бек                                                                                                 | Марко Копљар      | 12. фебруар 1986 (26)   | 2,10   | РК Загреб            |  |
| 9 | Пивот | Игор Вори         | 20. септембар 1980 (31) | 2,03   | РК ХСВ Хамбург       |  |
| 10 | Леви бек                                                                                                  | Јаков Гојун       | 18. април 1986 (26)     | 2,04   | РК Загреб            |  |
| 13 | Десно крило                                                                                               | Златко Хорват     | 25. септембар 1984 (27) | 1,80   | РК Загреб            |  |
| 14 | Централни бек                                                                                             | Драго Вуковић     | 3. август 1983. (28)    | 1,94   | РК ТуС Н-Либеке      |  |
| 20 | Десни бек                                                                                                 | Дамир Бичанић     | 29. јун 1985 (27)       | 1,94   | РК Шамбери Савоја    |  |
| 21 | Десни бек                                                                                                 | Денис Бунтић      | 13. октобар 1982 (29)   | 1,99   | РК Виве Тарги Кјелце |  |
| 25 | Голман | Мирко Алиловић    | 15. септембар 1985 (26) | 2,00   | РК Веспрем           |  |
| 26 | Лево крило                                                                                                | Мануел Штрлек     | 1. децембар 1988 (23)   | 1,84   | РК Загреб            |  |
| 27 | Десно крило                                                                                               | Иван Чупић        | 27. март 1986 (26)      | 1,79   | РК Рајн Некар Левен  |  |
| 29 | Лево крило                                                                                                | Иван Нинчевић     | 27. октобар 1981 (30)   | 1,84   | РК Фиксе Берлин      |  |

#### Група Б
Резултати
| 29. јул 2012. 11:15 | Хрватска | 31 : 21  | Јужна Кореја     | Копер бокс Гледалаца: 4.068 Судије: Марина, Миноре (АРГ) |
| 29. јул 2012. 11:15 | Чупић 8  | (14:8)   | Јеон Јик-Јеонг 5 | Копер бокс Гледалаца: 4.068 Судије: Марина, Миноре (АРГ) |
| 29. јул 2012. 11:15 | 4× 1×    | Извештај | 6× 2×            | Копер бокс Гледалаца: 4.068 Судије: Марина, Миноре (АРГ) |

| 31. јул 2012. 16:15 | Србија  | 23 : 31  | Хрватска | Копер бокс Гледалаца: 4.827 Судије: Хорачек, Новотни (ЧЕШ) |
| 31. јул 2012. 16:15 | Вујин 6 | (9:13)   | Чупић 8  | Копер бокс Гледалаца: 4.827 Судије: Хорачек, Новотни (ЧЕШ) |
| 31. јул 2012. 16:15 | 3× 4×   | Извештај | 4× 3×    | Копер бокс Гледалаца: 4.827 Судије: Хорачек, Новотни (ЧЕШ) |

| 2. август 2012. 14:30 | Хрватска | 26 : 19  | Мађарска     | Копер бокс Гледалаца: 4.950 Судије: Абрахамсен, Кристијансен (НОР) |
| 2. август 2012. 14:30 | Чупић 7  | (11:9)   | Часар, Нађ 4 | Копер бокс Гледалаца: 4.950 Судије: Абрахамсен, Кристијансен (НОР) |
| 2. август 2012. 14:30 | 6× 3×    | Извештај | 2× 3×        | Копер бокс Гледалаца: 4.950 Судије: Абрахамсен, Кристијансен (НОР) |

| 4. август 2012. 16:15 | Хрватска     | 32 : 21  | Данска            | Копер бокс Гледалаца: 4.800 Судије: Лазар, Ревере (ФРА) |
| 4. август 2012. 16:15 | три играча 5 | (14:9)   | Егерт, Линдберг 5 | Копер бокс Гледалаца: 4.800 Судије: Лазар, Ревере (ФРА) |
| 4. август 2012. 16:15 | 2× 3×        | Извештај | 3×                | Копер бокс Гледалаца: 4.800 Судије: Лазар, Ревере (ФРА) |

| 6. август 2012. 19:30 | Шпанија            | 25 : 30  | Хрватска          | Копер бокс Гледалаца: 4.856 Судије: Гајпел, Хелбиг (НЕМ) |
| 6. август 2012. 19:30 | Ентрериос, Томас 5 | (10:11)  | Чупић, Лацковић 7 | Копер бокс Гледалаца: 4.856 Судије: Гајпел, Хелбиг (НЕМ) |
| 6. август 2012. 19:30 | 3×                 | Извештај | 2× 4×             | Копер бокс Гледалаца: 4.856 Судије: Гајпел, Хелбиг (НЕМ) |

#### Табела групе Б
| Репрезентација | Ут | Поб | Н | Изг | Г+  | Г-  | ГР  | Б  |
| -------------- | -- | --- | - | --- | --- | --- | --- | -- |
| Хрватска       | 5  | 5   | 0 | 0   | 150 | 109 | +41 | 10 |
| Данска         | 5  | 4   | 0 | 1   | 124 | 129 | -5  | 8  |
| Шпанија        | 5  | 3   | 0 | 2   | 140 | 126 | +14 | 6  |
| Мађарска       | 5  | 2   | 0 | 3   | 114 | 128 | -14 | 4  |
| Србија         | 5  | 1   | 0 | 4   | 120 | 131 | -11 | 2  |
| Јужна Кореја   | 5  | 0   | 0 | 5   | 115 | 140 | -25 | 0  |

#### Четвртфинале
| 8. август 21:30 | Хрватска | 25 : 23  | Тунис            | Кошаркашка арена Гледалаца: 9.578 Судије: Марина, Миноре (АРГ) |
| 8. август 21:30 | Чупић 8  | (11:12)  | Јалуз, Алујини 4 | Кошаркашка арена Гледалаца: 9.578 Судије: Марина, Миноре (АРГ) |
| 8. август 21:30 | 3× 2×    | Извештај | 5× 4× 1×         | Кошаркашка арена Гледалаца: 9.578 Судије: Марина, Миноре (АРГ) |

#### Полуфинале
| 10. август 20:30 | Француска    | 25 : 22  | Хрватска | Кошаркашка арена Гледалаца: 9.849 Судије: Абрахамсен, Кристијансен (НОР) |
| 10. август 20:30 | три играча 4 | (12:10)  | Хорват 6 | Кошаркашка арена Гледалаца: 9.849 Судије: Абрахамсен, Кристијансен (НОР) |
| 10. август 20:30 | 2× 4×        | Извештај | 2× 4×    | Кошаркашка арена Гледалаца: 9.849 Судије: Абрахамсен, Кристијансен (НОР) |

#### Меч за треће место
| 12. август 11:00 | Мађарска  | 26 : 33  | Хрватска | Кошаркашка арена Гледалаца: 9.263 Судије: Хорачек, Новотни (ЧЕШ) |
| 12. август 11:00 | Харшањи 8 | (14:19)  | Чупић 8  | Кошаркашка арена Гледалаца: 9.263 Судије: Хорачек, Новотни (ЧЕШ) |
| 12. август 11:00 | 4× 2×     | Извештај | 3×       | Кошаркашка арена Гледалаца: 9.263 Судије: Хорачек, Новотни (ЧЕШ) |

Рукометна репрезентација Хрватске освојила је  бронзану медаљу

#### Жене
| \| # \| Поз. \| Име \| Датум рођ. \| Висина \| Клуб \| \| \| -- \| ------------- \| ---------------------- \| ------------------------ \| ------ \| ---------------------- \| \| \| 1 \| Голман \| Јелена Грубишић \| 20. јануар 1987. (25) \| 1,84 \| РК Крим \| \| \| 2 \| Централни бек \| Миранда Татари \| 20. септембар 1983. (28) \| 1,74 \| РК Подравка Копривница \| \| \| 5 \| Лево крило \| Дијана Ловетић \| 21. мај 1984. (28) \| 1,70 \| ЖРК Будућност \| \| \| 6 \| Пивот \| Андреа Шерић \| 3. август 1985 (26) \| 1,84 \| РК Крим \| \| \| 8 \| Лево крило \| Анита Гаће \| 14. април 1983 (29) \| 1,77 \| РК Подравка Копривница \| \| \| 10 \| Десно крило \| Никица Пушић–Корољевић \| 19. март 1983 (29) \| 1,77 \| РК Подравка Копривница \| \| \| 13 \| Леви бек \| Лидија Хорват \| 5. мај 1982 (30) \| 1,84 \| РК Подравка Копривница \| \| \| 14 \| Десни бек \| Кристина Франић \| 22. мај 1987 (25) \| 1,80 \| РК Крим \| \| \| 15 \| Десни бек \| Андреа Пенезић \| 30. новембар 1985. (26) \| 1,86 \| РК Крим \| \| \| 16 \| Голман \| Ивана Јелчић \| 16. март 1980 (32) \| 1,80 \| РК Подравка Копривница \| \| \| 18 \| Централни бек \| Ивана Ловрић \| 1. септембар 1984 (28) \| 1,73 \| РК Самобор \| \| \| 19 \| Десно крило \| Маја Зебић \| 31. мај 1982 (30) \| 1,78 \| SD Itxako \| \| \| 20 \| Пивот \| Весна Милановић–Литре \| 30. мај 1986 (26) \| 1,80 \| РК Подравка Копривница \| \| \| 29 \| Десни бек \| Соња Башић \| 26. новембар 1987 (24) \| 1,82 \| РК Локомотива Загреб \| \| | Тренер - Владимир Цањуга Помоћни тренер Легенда - Клуб - клуб у којем је играо до почетка ОИ. |                        |                          |        |                        |  |
| # | Поз.                                                                                          | Име                    | Датум рођ.               | Висина | Клуб                   |  |
| 1 | Голман                                                                                        | Јелена Грубишић        | 20. јануар 1987. (25)    | 1,84   | РК Крим                |  |
| 2 | Централни бек                                                                                 | Миранда Татари         | 20. септембар 1983. (28) | 1,74   | РК Подравка Копривница |  |
| 5 | Лево крило                                                                                    | Дијана Ловетић         | 21. мај 1984. (28)       | 1,70   | ЖРК Будућност          |  |
| 6 | Пивот                                                                                         | Андреа Шерић           | 3. август 1985 (26)      | 1,84   | РК Крим                |  |
| 8 | Лево крило                                                                                    | Анита Гаће             | 14. април 1983 (29)      | 1,77   | РК Подравка Копривница |  |
| 10 | Десно крило                                                                                   | Никица Пушић–Корољевић | 19. март 1983 (29)       | 1,77   | РК Подравка Копривница |  |
| 13 | Леви бек                                                                                      | Лидија Хорват          | 5. мај 1982 (30)         | 1,84   | РК Подравка Копривница |  |
| 14 | Десни бек                                                                                     | Кристина Франић        | 22. мај 1987 (25)        | 1,80   | РК Крим                |  |
| 15 | Десни бек                                                                                     | Андреа Пенезић         | 30. новембар 1985. (26)  | 1,86   | РК Крим                |  |
| 16 | Голман                                                                                        | Ивана Јелчић           | 16. март 1980 (32)       | 1,80   | РК Подравка Копривница |  |
| 18 | Централни бек                                                                                 | Ивана Ловрић           | 1. септембар 1984 (28)   | 1,73   | РК Самобор             |  |
| 19 | Десно крило                                                                                   | Маја Зебић             | 31. мај 1982 (30)        | 1,78   | SD Itxako              |  |
| 20 | Пивот                                                                                         | Весна Милановић–Литре  | 30. мај 1986 (26)        | 1,80   | РК Подравка Копривница |  |
| 29 | Десни бек                                                                                     | Соња Башић             | 26. новембар 1987 (24)   | 1,82   | РК Локомотива Загреб   |  |

#### Група Б
Резултати
| 28. јул 2012. 14:30 | Хрватска  | 23:24    | Бразил                  | Копер бокс Гледалаца: 3.942 Судије: Бонавентура, Бонавентура (ФРА) |
| 28. јул 2012. 14:30 | Јоветић 6 | (10:9)   | до Наскименто, Аморим 5 | Копер бокс Гледалаца: 3.942 Судије: Бонавентура, Бонавентура (ФРА) |
| 28. јул 2012. 14:30 | 4× 3×     | Извештај | 6× 3× 1×                | Копер бокс Гледалаца: 3.942 Судије: Бонавентура, Бонавентура (ФРА) |

| 30. јул 2012. 09:30 | Ангола          | 23:28    | Хрватска | Копер бокс Гледалаца: 3.892 Судије: Ал-Нуаими, Омар (УАЕ) |
| 30. јул 2012. 09:30 | Гуиало, Кјала 5 | (11:13)  | Зебић 9  | Копер бокс Гледалаца: 3.892 Судије: Ал-Нуаими, Омар (УАЕ) |
| 30. јул 2012. 09:30 | 4× 2×           | Извештај | 2× 3×    | Копер бокс Гледалаца: 3.892 Судије: Ал-Нуаими, Омар (УАЕ) |

| 1. август 2012. 21:15 | Русија  | 28:30    | Хрватска   | Копер бокс Гледалаца: 4.098 Судије: Марина, Миноре (АРГ) |
| 1. август 2012. 21:15 | Туреј 6 | (15:15)  | Пенезић 10 | Копер бокс Гледалаца: 4.098 Судије: Марина, Миноре (АРГ) |
| 1. август 2012. 21:15 | 5× 3×   | Извештај | 6× 3×      | Копер бокс Гледалаца: 4.098 Судије: Марина, Миноре (АРГ) |

| 3. август 2012. 14:30 | Хрватска   | 27:26    | Црна Гора  | Копер бокс Гледалаца: 4.541 Судије: Лопез, Сабросо (ШПА) |
| 3. август 2012. 14:30 | Пенезић 10 | (12:12)  | Поповић 10 | Копер бокс Гледалаца: 4.541 Судије: Лопез, Сабросо (ШПА) |
| 3. август 2012. 14:30 | 5× 3×      | Извештај | 4× 2×      | Копер бокс Гледалаца: 4.541 Судије: Лопез, Сабросо (ШПА) |

---
| 5. август 2012. 16:15 | Хрватска        | 37:14    | Уједињено Краљевство | Копер бокс Гледалаца: 4.792 Судије: Марина, Миноре (АРГ) |
| 5. август 2012. 16:15 | 3 играчице по 5 | (17:6)   | Фербрадер 3          | Копер бокс Гледалаца: 4.792 Судије: Марина, Миноре (АРГ) |
| 5. август 2012. 16:15 | 3×              | Извештај | 4× 3×                | Копер бокс Гледалаца: 4.792 Судије: Марина, Миноре (АРГ) |

Табела групе А
| Репрезентација       | Ут | Поб | Н | Изг | Г+  | Г-  | ГР  | Б |
| -------------------- | -- | --- | - | --- | --- | --- | --- | - |
| Бразил               | 5  | 4   | 0 | 1   | 137 | 122 | +15 | 8 |
| Хрватска             | 5  | 4   | 0 | 1   | 145 | 115 | +30 | 8 |
| Русија               | 5  | 3   | 1 | 1   | 151 | 125 | +26 | 7 |
| Црна Гора            | 5  | 2   | 1 | 2   | 137 | 123 | +14 | 5 |
| Ангола               | 5  | 1   | 0 | 3   | 132 | 142 | -10 | 2 |
| Уједињено Краљевство | 5  | 0   | 0 | 5   | 91  | 166 | -75 | 0 |

#### Четвртфинале
| 7. август 2012. 13:30 | Шпанија  | 25:22   | Хрватска | Копер бокс Гледалаца: 4.553 Судије: Хорачек, Новотни (ЧЕШ) |
| 7. август 2012. 13:30 | Пињедо 7 | (13:12) | Татари 5 | Копер бокс Гледалаца: 4.553 Судије: Хорачек, Новотни (ЧЕШ) |
| 7. август 2012. 13:30 | 3×       | Детаљи  | 6× 3×    | Копер бокс Гледалаца: 4.553 Судије: Хорачек, Новотни (ЧЕШ) |

Женска рукометна репрезентација Хрватске заузела је 7. место.

### Стони тенис
Четворица такмичара из Хрватке су се квалификовала за такмичење у стоном тенису. На основу пласмана на ИТТФ светској ранг листи од 16. маја 2011. квалификовао се Зоран Приморац

#### Мушкарци
| Такмичар       | Дисциплина  | Квал.              | 1. коло            | 2. коло                             | 3. коло                     | 4. коло                            | Четвртфин.           | Полуфин.             | Финале               | Детаљи |
| Такмичар       | Дисциплина  | Противник Резултат | Противник Резултат | Противник Резултат                  | Противник Резултат          | Противник Резултат                 | Прот. Рез.           | Прот. Рез.           | Прот. Рез.           | Детаљи |
| -------------- | ----------- | ------------------ | ------------------ | ----------------------------------- | --------------------------- | ---------------------------------- | -------------------- | -------------------- | -------------------- | ------ |
| Андреј Гаћина  | појединачно | Слободан           | Слободан           | Персон · Шведска · Поб. 4:0         | Шибајев · Русија · Поб. 4:3 | Chuang C · Јужна Кореја · Пор. 2:4 | Није се квалификовао | Није се квалификовао | Није се квалификовао |        |
| Зоран Приморац | појединачно | Слободан           | Слободан           | El-sayed Lashin · Египат · Пор. 3:4 | Није се квалификовао        | Није се квалификовао               | Није се квалификовао | Није се квалификовао | Није се квалификовао |        |

#### Жене
| Такмичар         | Дисциплина  | Квал.              | 1. коло                                           | 2. коло                              | 3. коло               | 4. коло               | Четвртфин.            | Полуфин.              | Финале                | Детаљи |
| Такмичар         | Дисциплина  | Противник Резултат | Противник Резултат                                | Противник Резултат                   | Противник Резултат    | Противник Резултат    | Прот. Рез.            | Прот. Рез.            | Прот. Рез.            | Детаљи |
| ---------------- | ----------- | ------------------ | ------------------------------------------------- | ------------------------------------ | --------------------- | --------------------- | --------------------- | --------------------- | --------------------- | ------ |
| Корнелија Молнар | појединачно | Слободна           | Lily Zhang · Сједињене Америчке Државе · Поб. 4:0 | Ким Јонг · Северна Кореја · Пор. 1:4 | Није се квалификовала | Није се квалификовала | Није се квалификовала | Није се квалификовала | Није се квалификовала |        |
| Тјен Јуен        | појединачно | Слободна           | Ридригез · Чиле · Поб. 4:0                        | Póta · Мађарска · Пор. 2:4           | Није се квалификовала | Није се квалификовала | Није се квалификовала | Није се квалификовала | Није се квалификовала |        |

### Стрељаштво
Мушкарци
| Стрелац           | Дисциплина           | Квалификације        | Квалификације | Финале           | Финале           | Пласман | Детаљи |
| Стрелац           | Дисциплина           | Резултат             | Пласман       | Резултат         | Укупно           | Пласман | Детаљи |
| ----------------- | -------------------- | -------------------- | ------------- | ---------------- | ---------------- | ------- | ------ |
| Петар Горша       | ваз. пушка 10 м      | 586                  | 43            | Није се пласирао | Није се пласирао | 43/47   |        |
| Бојан Ђурковић    | ваз. пушка 10 м      | 590                  | 36            | Није се пласирао | Није се пласирао | 36 /47  |        |
| Бојан Ђурковић    | МК пушка тростав 50м | 1152 (396+369+387)   | 35            | Није се пласирао | Није се пласирао | 35/41   |        |
| Бојан Ђурковић    | 50 м лежећи став     | 595                  | 8. КВ         | 698 (595+103,0)  | 7                | 7 /50   |        |
| Антон Гласновић   | Дубл трап            | 114 (38+34+42)       | 23.           | Није се пласирао | Није се пласирао | 23./24  |        |
| Антон Гласновић   | Трап                 | 122 (25+24+25+24+24) | 5. КВ         | 143 (122+21)     | 6                | 6./34   |        |
| Ђовани Черногорац | Трап                 | 122 (25+25+24+24+24) | 6. КВ         | 146 (122+24)     | 1.               |         |        |

Жене
| Стрелац        | Дисциплина            | Квалификације     | Квалификације | Финале            | Финале            | Пласман | Детаљи         |
| Стрелац        | Дисциплина            | Резултат          | Пласман       | Резултат          | Укупно            | Пласман | Детаљи         |
| -------------- | --------------------- | ----------------- | ------------- | ----------------- | ----------------- | ------- | -------------- |
| Сњежана Пејчић | ваз. пушка 10 м       | 395               | 18            | Није се пласирала | Није се пласирала | 18./56  |                |
| Сњежана Пејчић | МК пушка тростав 50 м | 584 (193+195+196) | 6. В          | 681,9 (584+97,9)  | 5                 | 5./47   | [ мртва веза ] |

### Теквондо
Хрватска је успела квалификовати за олимпијски турнир у теквонду пласирајући се међу прве три на Квалификационом тирниру одржаном у Бакуу, Азербејџан
Жене
| Такмичарка       | Дисциплина | Група 16                                     | Четвртфинале                 | Полуфинале                       | Репесаж за полуфинале | Меч за бронзу                     | Финале            | Место             | Детаљи |
| Такмичарка       | Дисциплина | Противница Резултат                          | Противница Резултат          | Противница Резултат              | Противница Резултат   | Противница Резултат               | Прот. Рез.        | Место             | Детаљи |
| ---------------- | ---------- | -------------------------------------------- | ---------------------------- | -------------------------------- | --------------------- | --------------------------------- | ----------------- | ----------------- | ------ |
| Луција Заниновић | до 49 кг   | Канг · Централноафричка Република · Поб 14:0 | Лопез · Аргентина · Поб 13:4 | Ву Ђингји · Аргентина · Пор 7:19 |                       | Алергија · Мексико · Поб 5:5 (ЗП) | Није се пласирала |                   |        |
| Ана Заниновић    | - 57 кг    | Мају Хамада · Јапан · Пор 11:14              | Није се пласирала            | Није се пласирала                | Није се пласирала     | Није се пласирала                 | Није се пласирала | Није се пласирала |        |

### Тенис
Према пласману на тениским такмичењу требало је да учествују 3 тенисера и 1 пенисерка. Пре почетка Игара због повреда су одустали Петра Мартић и Иво Карловић, тако да су Хрватску представљали Марин Чилић и Иван Додиг како појединачно тако у у игри парова.
Мушкарци
| Тенисер                | Дисциплина   | 1. коло                                | 2. коло                                      | 3. коло                                        | Четвртфинале                               | Полуфинале         | Финале             | Финале            | Детаљи |
| Тенисер                | Дисциплина   | Противник Резултат                     | Противник Резултат                           | Противник Резултат                             | Противник Резултат                         | Противник Резултат | Противник Резултат | Пласман           | Детаљи |
| ---------------------- | ------------ | -------------------------------------- | -------------------------------------------- | ---------------------------------------------- | ------------------------------------------ | ------------------ | ------------------ | ----------------- | ------ |
| Марин Чилић            | Појединачно  | Мелцер · Аустрија · Поб. 7:6(6:5), 6:2 | Хјуит · Аустралија · Пор. 4:6, 5:7           | Није се пласирао                               | Није се пласирао                           | Није се пласирао   | Није се пласирао   | Није се пласирао  |        |
| Иван Додиг             | Појединачно  | дел Потро · Аргентина · Пор. 4:6, 1:6  | Није се пласирао                             | Није се пласирао                               | Није се пласирао                           | Није се пласирао   | Није се пласирао   | Није се пласирао  |        |
| Марин Чилић Иван Додиг | мушки парови | Слободни                               | Кабал · Хиралдоо · Колумбија · Поб. 6:3, 6:4 | Брунстром · Линдстед · Шведска · Поб. 6:3, 6:2 | Ферер · Ф. Лопез · Шпанија · Пор. 4:6, 4:6 | Није се пласирали  | Није се пласирали  | Није се пласирали |        |

### Џудо
Мушкарци
| Џудиста              | Дис.    | коло 64    | Коло 32                               | Коло 16            | Четвртфин.         | Полуфин.           | Репасаж 1          | Репасаж 2          | Меч за бронзу    | Фин.             | Фин.             | Дет. |
| Џудиста              | Дис.    | Прот. Рез. | Противник Резултат                    | Противник Резултат | Противник Резултат | Противник Резултат | Противник Резултат | Противник Резултат | Прот. Рез.       | Прот. Рез.       | Плас.            | Дет. |
| -------------------- | ------- | ---------- | ------------------------------------- | ------------------ | ------------------ | ------------------ | ------------------ | ------------------ | ---------------- | ---------------- | ---------------- | ---- |
| Томислав Маријановић | − 81 кг | сл.        | Тчрикишвили · Грузија · Пор 0001–0010 | Није се пласирао   | Није се пласирао   | Није се пласирао   | Није се пласирао   | Није се пласирао   | Није се пласирао | Није се пласирао | Није се пласирао |      |

Жене
| Џудиста           | Дис.    | коло 64    | Коло 32            | Коло 16                             | Четвртфин.         | Полуфин.           | Репасаж 1          | Репасаж 2          | Меч за бронзу     | Фин.              | Фин.              | Дет. |
| Џудиста           | Дис.    | Прот. Рез. | Противник Резултат | Противник Резултат                  | Противник Резултат | Противник Резултат | Противник Резултат | Противник Резултат | Прот. Рез.        | Прот. Рез.        | Плас.             | Дет. |
| ----------------- | ------- | ---------- | ------------------ | ----------------------------------- | ------------------ | ------------------ | ------------------ | ------------------ | ----------------- | ----------------- | ----------------- | ---- |
| Маријана Мишковић | − 63 кг |            | сл.                | Јошије Уено · Јапан · Пор 0000–0001 | Није се пласираla  | Није се пласираla  | Није се пласираla  | Није се пласираla  | Није се пласираla | Није се пласираla | Није се пласираla |      |